# Claudiu Bleonț
Claudiu Bleonț (n. 27 august 1959, București) este un actor român de film, teatru și o vedetă de televiziune, prezentator TV, al emisiunii „Duminica în familie”, alături de Ramona Bădescu.

## Studii
Claudiu Bleonț s-a născut pe 27 august 1959 în București. A absolvit in 1979 liceul german din București (actualul Colegiu German "Goethe"), după care a urmat Institutul de Artă Teatrală și Cinematografică „I.L. Caragiale” (IATC) din București, clasa profesor Grigore Gonța (1979 - 1983). Roluri la absolvire: Ghiță Coscodan în „Agachi Flutur" de Vasile Alecsandri, regia Grigore Gonța și Melchior Gabor în „Deșteptarea primăverii” de Frank Wedekind, regia Gina Guzina.

## Debut
- Fata Morgana de Florian Grecea, regia: Elefterie Voiculescu, în rolul lui Daniel, 1980

## Angajat
- Teatrul din Petroșani [1983 - 1990]
- Teatrul Național “I.L.CARAGIALE” București (din 1983, iar din 2004 Societar al TNB

## Roluri în teatru
Teatrul din Petroșani (1983 - 1990)
- Un bărbat și mai multe femei de Leonid Zorin, regia: Claudiu Bleonț - Premiu pentru cel mai bun actor
- Anonimul Venețian de Giusepppe Berto, regia: Cătălin Naum
- Într-un parc, pe o bancă de Alexander Ghelman, regia: Cătălin Naum

Teatrul Național „Ion Luca Caragiale” din București:
- Sir Andrew – A douăsprezecea noapte de William Shakespeare, regia: Anca Ovanez Dorosenco
- Tasso – Torquato Tasso de Johann Wolfgang von Goethe, regia: Anca Ovanez Dorosenco – Premiu pentru cel mai bun actor
- Pamfilus / Byrria – Fata din Andros de Terențiu, regia: Grigore Gonța
- Scipio – Caligula de Albert Camus, regia: Horea Popescu
- Billy Bibbit – Zbor deasupra unui cuib de cuci de Dale Wasserman, regia: Horea Popescu
- Reverend Hale – Vrăjitoarele din Salem de Arthur Miller, regia: Felix Alexa
- Trofimov – Livada de vișini de A. P. Cehov, regia: Andrei Șerban
- Nebunul – “A douăsprezecea noapte” de William Shakespeare, regia: Andrei Șerban
- Pistetairos – Păsările de Aristofan, regia: Nicky Wolcz
- Ralph Clark – Cine are nevoie de teatru? de Timberlake Wertenbaker, regia: Andrei Șerban
- Oreste – Trilogia Antică după Seneca, Sofocle, Euripide, regia: Andrei Șerban
- Crăcănel - D-ale carnavalului de I. L. Caragiale, regia: Alexandru Dabija

Numeroase participări la festivaluri și turnee internaționale: Marea Britanie, Brazilia, Italia, Franța, Portugalia, Grecia.
- Philoctet – "Philoctet" de Sofocle, regia: Andreea Vulpe
- Mercutio – "Romeo și Julieta" de William Shakespeare, regia: Beatrice Rancea
- Adso von Melk – "Numele trandafirului" dupa Umberto Eco, regia: Grigore Gonța
- Macbett – "Macbett" de Eugen Ionescu, regia: Beatrice Rancea
- Pafnutie – "Crimă pentru pamânt" de Grigore Gonța, după romanul omonim al lui Dinu Săraru, regia: Grigore Gonța 2003
- Maiestatea Sa – Legenda ultimului împărat de Valentin Nicolau, regia: Alice Barb, 2003
- Andronic – "Ultima oră" de Mihail Sebastian, regia: Anca Ovanez Doroșenco 2003
- Cațavencu – "O scrisoare pierdută" de I.L. Caragiale, regia Grigore Gonța
- Smil – "Apus de soare" de Barbu Delavrancea, regia Dan Pița, 2004

Teatrul Național Radiofonic
- Ulciorul sfărâmat de  Heinrich von Kleist. (2007)

## Colaborări, proiecte independente
- TEATRUL TEODOR COSTESCU - Richard al III-lea - "Căutându-l pe Shakespeare prin Richard al III-lea", regia Toma Enache2010
- TEATRUL TEODOR COSTESCU - Salieri- "Amadeus" de Peter Shaffer, regia Toma Enache2009
- TEATRUL ARCA BUCUREȘTI  - "Top Dogs" de Urs Widmer, regia Teodora Herghelegi2005

- FUNDAȚIA LA STEAUA - Rică Venturiano – "O noapte furtunoasă" de I.L.Caragiale, regia Toma Enache 2005

- FESTIVALUL DE TEATRU AVIGNON 2005 - Fiul, Soțul, Tatăl – "Caii La Fereastră" de Matei Vișniec, regia Radu Dinulescu, producție a Teatrului de Stat Arad (în limba franceză)

- TEATRUL NOTTARA - "Nu se știe cum" de Luigi Pirandello, regia László Bocsárdi 2005

- TEATRUL ODEON BUCUREȘTI (1996-1998)

Dr. Hinkfuss – "Astă seară se improvizează" de Luigi Pirandello, regia Alexa Visarion
Mackie Knife – "Opera de trei parale" de Bertolt Brecht, regia Beatrice Rancea
- TEATRUL NAȚIONAL TIMIȘOARA (1996)

Poetul – "Cerșetorul" de Reinhard Johannes Sorge, regia Beatrice Rancea
- TEATRUL BULANDRA BUCUREȘTI - UNIUNEA TEATRELOR DIN EUROPA (1991)

Moritz Stiefel – "Deșteptarea primăverii" de Frank Wedekind, regia Liviu Ciulei
- TEATRUL DE COMEDIE BUCUREȘTI (1981 – 1982)

Kolea – "Turnul de fildeș' de Victor Rozov, regia Cătălina Buzoianu 
Fugakawa – "Fantome la Kitahama" de Kobo Abe, regia Ion Cojar

## Filmografie
Diverse roluri
- 1981 - «Fata morgana»
- 1982 - «Concurs» - Premiul pentru cel mai bun actor la Festivalul de la Costinești, Premiul FIPRESCI la Festivalul de la New Delhi
- 1984 - «Să mori rănit din dragoste de viață»
- 1984 - «Dreptate în lanțuri»
- 1985 - «Pas în doi» - Premiul pentru cel mai bun actor la Festivalul de la Costinești, selectat pentru Festivalul de Film de la Berlin
- 1988 - «Flăcări pe comori»
- 1989 - «Rochia albă de dantelă»
- 1996 - «Șarpele» (film TV)
- 2010 - «Eva»
- 2014 - «A Good Man»
- 2023 - «Lasă-mă, îmi place! Camera 609»

Roluri principale în filme românesti
- 1989 - «Autor Anonim», regia: Dan Pița
- 1989 - «Vreme trece, vreme vine» - scurtmetraj, regia: Octavian Brânzei
- 1991 - «Polul Sud», regia: Radu Nicoară
- 1995 - «O vară de neuitat», regia: Lucian Pintilie, Cannes - Selecția Oficială
- 1997 - «Cortul», regia: Bogdan Cristian Drăgan
- 2004 - «Femeia visurilor», regia: Dan Pița
- 2009 - «Călătoria lui Gruber», regia: Radu Gabrea

Roluri principale în filme maghiare
- 1996 «Derengo», regia: Arpad Sopsici

Roluri secundare în filme internaționale
- Sultan Mahomed – Baiazid în «The Impaler», regia: Joe Sapel
- The Provider în «Dracula Ressurection», regia: Patrick Loussier, MIRAMAX
- 2003 - Vlad Dracul în «Vlad»
- Ossac în «Boudica», BBC
- Andrei în «Ion», regia: Thomas Bohn
- 2003 - Hannibal în «Final Countdown», co-producție Parafilm International si ZDF Film (Germania)
- 2004 - Alexei în «Return of the Living Dead», regia: Ellroy Elkajem
- 2005 - Grigori Orlov în «Ecaterina cea Mare», regia: Paul Simons, BBC

Teatru și emisiuni TV
- Jacques în "Cum vă place" de William Shakespeare, regia: Olimpia Arghir
- Nae Girimea în "D-ale carnavalului" de I.L.Caragiale, regia: Dominic Dembinski
- TVR2 – Gazdă a emisiunii consacrate folk-ului românesc

Dublaj
- 1995 - «Aladdin» (serial TV) - în rolul lui Iago, vocea în original aparținându-i lui Gilbert Gottfried (1997)
- 1997[necesită clarificare] - «Hercule» - în rolul  Panicii (Panic), vocea în original aparținându-i lui Matt Frewer - în cadrul filmului și a seriei, (1998)
- «Robin Hood» (1973) - în rolul șarpelui Hiss, vocea în original aparținându-i lui Terry-Thomas (2008)[necesită clarificare]
- 2011 - «Kung Fu Panda 2» - în rolul Lordului Shen, vocea în original aparținându-i lui Gary Oldman

## Premii
- Diplomă de onoare acordată de Asociația Cineaștilor din România (ACIN) pentru rolurile sale din filmele Să mori rănit din dragoste de viață și Dreptate în lanțuri (1984)[2]

Președintele României Ion Iliescu i-a conferit actorului Claudiu Bleonț la 13 mai 2004 Ordinul Meritul Cultural în grad de Cavaler, Categoria D - "Arta Spectacolului", „în semn de apreciere a întregii activități și pentru dăruirea și talentul interpretativ pus în slujba artei scenice și a spectacolului”.
Premiile Gopo din 27 Aprilie, 2025:
Cea de-a 19-a ediție a Galei Premiilor Gopo, care a avut loc marți, 29 aprilie, în Sala Ion Caramitru a Teatrului Național I.L. Caragiale, a celebrat performanțele cinematografiei române din anul precedent printr-un eveniment plin de strălucire. Seara a fost marcată de discursuri emoționante, dar și momente neașteptate. 